# فیبی در سرزمین عجایب
فیبی در سرزمین عجایب (به انگلیسی: Phoebe in Wonderland) فیلمی محصول سال ۲۰۰۸ و به کارگردانی وین وانگ است. در این فیلم بازیگرانی همچون ال فانینگ، فلیسیتی هافمن، پاتریشا کلارکسون، بیل پولمن، کمپبل اسکات، پیتر گرتی، بیلی مدیسن، مدهور جعفری و مدی کرنمن ایفای نقش کرده‌اند.